# FIPS 10-4
FIPS 10-4 est une ancienne norme américaine, incluse dans le Federal Information Processing Standard (FIPS) intitulée Countries, Dependencies, Areas of Special Sovereignty, and Their Principal Administrative Divisions, ce qui se traduit par « Pays, dépendances, zones de souveraineté particulière, et leurs principales subdivisions administratives ».

## Historique
Cette ancienne norme américaine est aussi connue comme DAFIF 0413 ed 7 Amdt. No. 3 (Nov 2003) et DIA 65-18 (Defense Intelligence Agency, 1994, "Geopolitical Data Elements and Related Features").
Les digrammes FIPS 10-4 sont utilisés par le gouvernement américain dans son traitement automatisé des données, comme dans le CIA World Factbook. Ils sont similaires bien que souvent différents des digrammes ISO 3166.
Cette norme américaine a été retirée le 2 septembre 2008 et remplacée par un document informal intitulé  Geopolitical Entities and Codes (GEC) ; cette dernière  fut également retirée le 31 décembre 2014 pour être remplacée par le Geopolitical Entities, Names, and Codes (GENC), plus proche de la norme internationale ISO 3166.

## Codes et sous-codes géographiques FIPS 10-4
La liste des codes de pays FIPS 10-4 énumère les codes des pays et des dépendances ou autres territoires à souveraineté spéciale. On y retrouve donc les digrammes des nations souveraines du globe, incluant certaines entités qui ne sont pas reconnues par les États-Unis, comme la République de Chine (Taiwan) ou la Corée du Nord. On y retrouve également les digrammes de nombreux territoires non-souverains.
La norme inclut également des codes plus longs pour les subdivisions administratives des entités géographiques, d'une façon similaire à la norme ISO 3166-2.